# اورتون آنتونیو پریرا
اورتون آنتونیو پریرا (به پرتغالی: Everton Antônio Pereira) هافبک اهل برزیل است که در شهر São José do Rio Preto و در تاریخ ۱۵ نوامبر ۱۹۷۹ به دنیا آمده‌است.
اورتون آنتونیو پریرا در تیم‌های فوتبال América-SP سابقهٔ حضور دارد.